# 维尔纳·普罗夫特
维尔纳·普罗夫特（德語：Werner Proft，1901年8月12日—？），德国男子曲棍球运动员，所属俱乐部是莱比锡SC。他曾代表德国参加1928年夏季奥林匹克运动会曲棍球比赛，获得一枚铜牌。